# Santo Domingo Yodohino
Santo Domingo Yodohino är en kommun i Mexiko.   Den ligger i delstaten Oaxaca, i den sydöstra delen av landet, 250 km sydost om huvudstaden Mexico City.